# Mongoumba
Mongoumba est une ville de République centrafricaine située dans la préfecture de Lobaye dont elle constitue l'une des trois sous-préfectures.

## Géographie
Mongoumba est située sur la rive droite de l'Oubangui, à la frontière avec la République du Congo et la République démocratique du Congo, au sud de la capitale Bangui.

## Histoire
Après l'accord franco-allemand de 1911, le poste reste français et Mongoumba est chef-lieu de subdivision dans la Circonscription de Ibenga-Motaba dans la colonie du Moyen-Congo. Le poste administratif est intégré à la colonie de l'Oubangui-Chari le 30 juin 1934. En 1950, le district de Mongoumba est institué dans la région de la Lobaye. Le 23 janvier 1961, la République centrafricaine indépendante instaure Mongoumba en sous-préfecture de la préfecture de la Lobaye.

Vues historiques
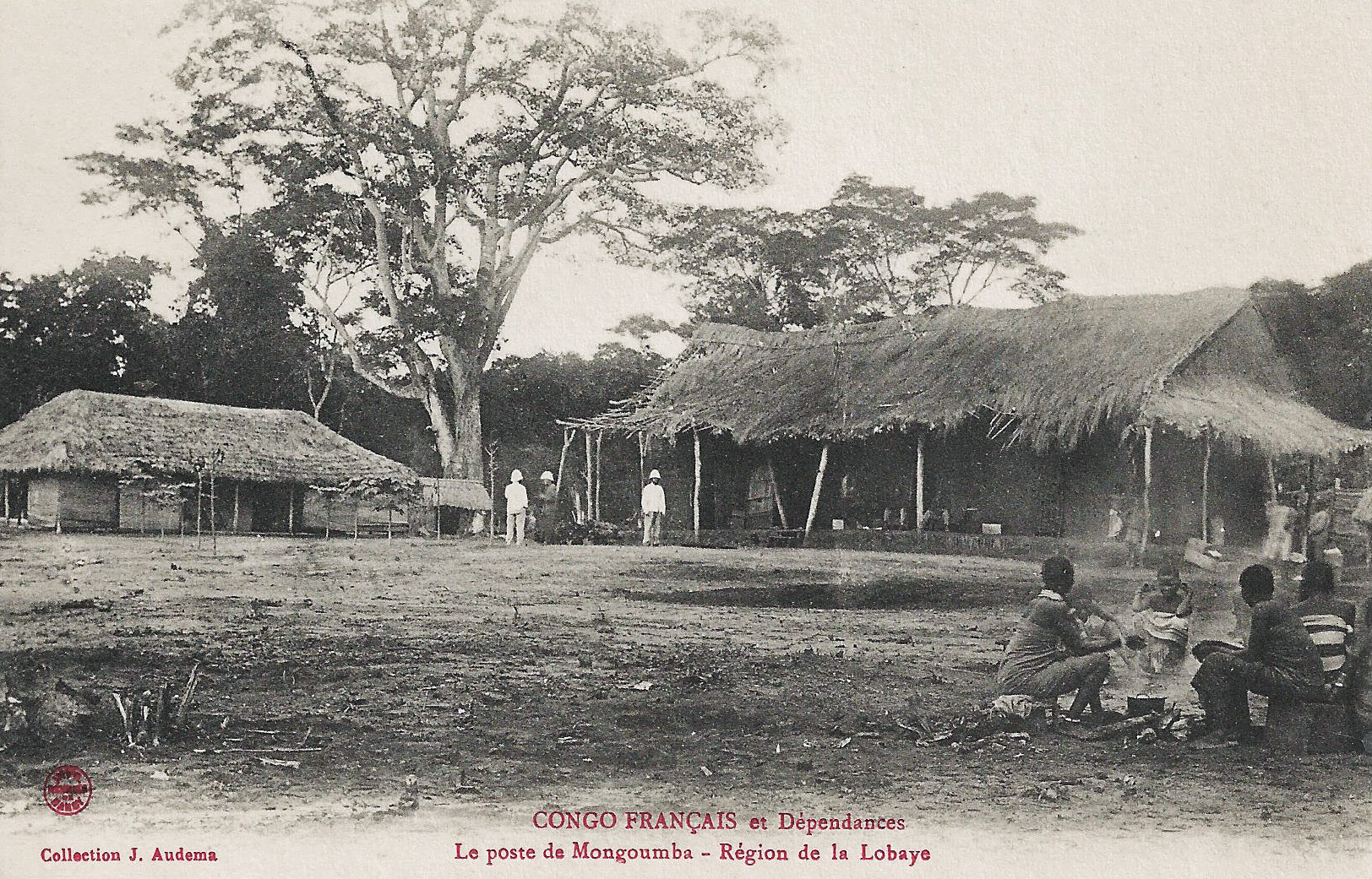
Le poste de Mongoumba, vers 1900.
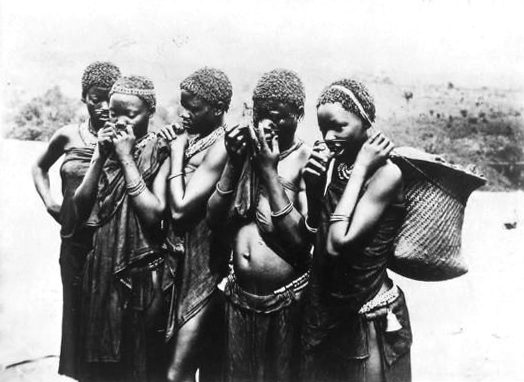
Femmes badondo à Mongoumba (1924).

## Villages
La commune rurale de Mongoumba compte près de quarante villages ou groupements de villages recensés en 2003: Ambouchure, Bac Lobé Yagbo, Bamé, Bassin 2, Batalimo, Bobélé, Bogani, Bogbobe, Bomoloto, Bossarangba, Compagnie, Gbakata, Gbomboro, Gouga, Ikoumba1, Ikoumba 2, Itei, Imaba, Ingoka, Kissibaya, Lengo, Lessé, Libon, Longuélé Mokokovo, Molabaye, Mongango, Mongo 1, Mongo 2, Monkpé-Gban, Moutonga, Ngbango, Ngopama, Saboulou, Safa-Loko, Sakabo, Sédalé, Yabongo, Yanganguela, Yassaka, Yassaka Ngonda, Zinga.

## Représentation politique
La sous-préfecture de Mongoumba est constituée d’une circonscription électorale législative.
| Date d'élection | Identité               | Parti       |
| --------------- | ---------------------- | ----------- |
| 2021            | José NGOITA            | MCU         |
| 2016            | Thierry Georges Vackat | indépendant |